# Simeonovgrad
Simeonovgrad (Bulgaars: Симеоновград) is een stad gelegen in het zuiden van Bulgarije in de oblast Chaskovo. Simeonovgrad is het administratieve centrum van gemeente Simeonovgrad (de stad Simeonovgrad en acht nabijgelegen dorpen). Tijdens het communistisch regime, tussen 1946 en 1981, heette deze plaats Maritsa, aangezien de rivier de Maritsa door Simeonovgrad heen stroomt. Op 31 december 2018 telde de stad Simeonovgrad 6.985 inwoners en de hele gemeente 8.795.

## Bevolking
Op 31 december 2018 telde de stad Simeonovgrad 6.985 inwoners, een toename van 273 personen vergeleken met 6.712 inwoners ten tijde van de volkstelling van 1 februari 2011. De bevolkingsgroei was het gevolg van de grote aantallen Bulgaarse Roma die aanwezig waren in de stad Simeonovgrad. In 2011 vormden etnische Bulgaren ongeveer 75,7% van de bevolking, terwijl de Roma een grote minderheid van zo’n 22,7% van de totale bevolking vormden. Een veel kleinere groep bestaat uit Bulgaarse Turken (0,8% van de bevolking). De meeste inwoners zijn christelijk (86%), vooral lid van de Bulgaars-Orthodoxe Kerk (84%), maar ook kleinere aantallen katholieken en protestanten.

## Nederzettingen
De gemeente Simeonovgrad telt 9 nederzettingen: een stad en acht dorpen.
| Plaatsnaam            | Cyrillische naam    | Bevolking (2011) |
| --------------------- | ------------------- | ---------------- |
| stad Simeonovgrad     | град Симеоновград   | 6.712            |
| dorp Svirkovo         | село Свирково       | 408              |
| dorp Kaloegerovo      | село Калугерово     | 300              |
| dorp Tjanevo          | село Тянево         | 297              |
| dorp Navasen          | село Навъсен        | 261              |
| dorp Konstantinovo    | село Константиново  | 255              |
| dorp Trojan           | село Троян          | 243              |
| dorp Drjanovo         | село Дряново        | 164              |
| dorp Pjasatsjevo      | село Пясъчево       | 115              |
| gemeente Simeonovgrad | община Симеоновград | 8.755            |